# История Бердска
История Бердска — история города областного значения Бердска Новосибирской области.

### Бердский острог (XVIII век)
Территория юга Томского округа (современной Новосибирской области) заселялась русскими с XVII—XVIII веков, прежде всего это были казаки, охотники за пушниной, затем бежавшие в Сибирь при Петре I старообрядцы. В бассейне Берди они селились надолго, чтобы начать новую жизнь. В начале XVIII века бассейн Берди был заселён уже значительно и местное население потребовало от властей построить острог для защиты от возможных набегов с юга джунгар и телеутов (в исторических источниках того времени именуемых ойратами и белыми калмыками).
В 1716 году под руководством Ивана Буткеева (пленённого поляка, прижившегося в России и ставшего служилым человеком) началось строительство острога. С двух сторон он был защищён естественными преградами: Обью и Бердью и их высокими крутыми берегами, с которых хорошо просматривалась и долина Оби. С третьей стороны город был закрыт густым лесом.
Дата основания острога оспаривается: согласно мнениям некоторых исследователей это произошло раньше, так как есть более ранние упоминания существования острога в этом месте. Кроме того, в качестве доказательства приводится факт существования в этом месте ясачной дороги в Кузнецк в XVII веке. То, что в чертёжной книге 1710 года на этом месте населённого пункта нет, может значить, что оно было разрушено в ходе набега, и острог был возведён на месте ранее существовавшего поселения. Однако наиболее достоверной датой основания Бердска считается 1716 год.
До 1717 года Бердский острог административно подчинялся томским воеводам, в апреле 1717 года передан в ведение Кузнецка. Гарнизон острога нёс службу, собирал с местного населения ясак, добывал пушнину и занимался хлебопашеством. Острог, расположенный на плодородных землях, скоро стал сельскохозяйственным центром верхнего Приобья. Население острога пополнялось за счёт крестьян из европейских губерний России, в число которых входили беглые бунтари и вольнодумцы.

Описание 1734 года гласит: 
Стена из ошкуренных брёвен высотой в три сажени стояла дугой между Обью и Бердью, перед стеной был ров с рогатками и кольями. По краям стояли дозорные башни. Все жилые дома, церковь Сретения, дом главы, судная изба, амбары и гарнизон находились внутри острога. Гарнизон состоял из беломестных казаков, имевших ружья и всего одну небольшую пушку.
Первая половина XVIII века в Бердском остроге отмечена противостоянием местного начальства и жителей острога. На сходках крестьяне неоднократно выбирали представителей, которые с коллективными челобитными отправлялись в губернский центр. Периодически недовольство крестьян выливалось в народные восстания. Крестьянский бунт 1725—1732 годов, который возглавил крестьянин Прокофий Соколов, стал первым восстанием на территории современного новосибирского Приобья. Бунт 1736 года, направленный против приказчика кузнецкого сотника А. Хабарова, был вызван непомерно высокими повинностями, наложенными на крестьян. В 1746 году произошёл ещё один бунт из-за боярского сына С. Мельникова, притеснявшего местных жителей.
Согласно данным Сибирского приказа в середине XVIII века в Бердском остроге и окрестных деревнях насчитывалось 433 двора, в которых проживало 1582 человека мужского пола. К 1760-м годам в остроге насчитывалось три кузницы, в окрестных деревнях действовали 34 мельницы.

### Колывань (1783—1797 годы)
К концу XVIII века Бердский острог становится крупным экономическим центром верхнего Приобья. В начале 1780-х годов появился проект о переносе губернского центра из Томска в Бердский острог. С этой целью в 1783 году создана Колыванская губерния, административный центр которой должен был располагаться рядом с Бердским острогом. В мае 1783 года Екатерина II издаёт указ: «О бытии губернского города Колыванской губернии в Бердском остроге с наименованием оного Колыванью». В соответствии с проектом застройки нового губернского города, в нём должны были располагаться каменные двухэтажные здания и частные деревянные дома. Колывань развивалась быстрыми темпами, в ней появились новые конторы, лавки, питейные дома, переехали некоторые губернские службы из Томска. К тому времени острог утратил своё значение, в 1791 году правитель Колыванской губернии Б. Меллер принял решение о продаже обветшалых башен острога, которые в итоге не были проданы, а отданы на дрова местной церкви.
В 1797 году от проекта были вынуждены отказаться из-за его дороговизны и опасений по поводу возможного разлива Оби. Колыванская губерния была упразднена, её территория оказалась в составе Тобольской губернии, а Колывань, утратив статус губернского центра, стала называться селом Бердским.

### Село Бердское в дореволюционный период
В XIX веке Бердск представлял собой крупное торговое село, продолжая оставаться одним из сельскохозяйственных центров Западной Сибири. В начале XIX века в районе Бердска в Берди нашли золото, занесённое из верховьев реки в Салаирском кряже, расположенном в 200 километрах к юго-востоку от Бердска. Через Бердск прошёл Барнаульский тракт, связавший Колывано-Воскресенские заводы Алтая с Московским трактом.

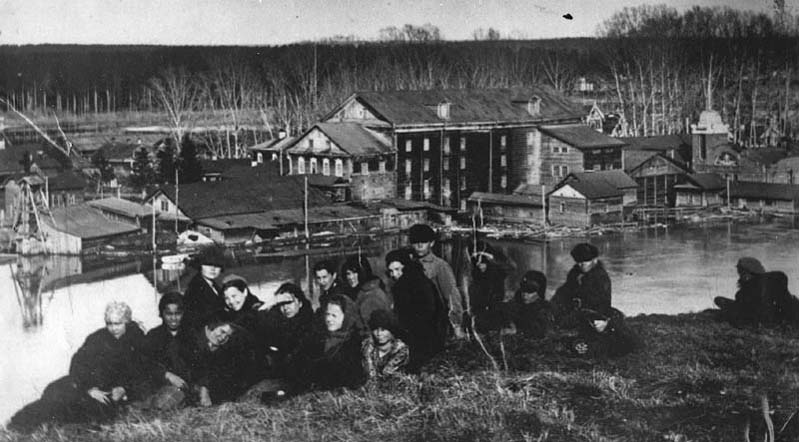
Гороховская мельница во время половодья

К началу XX века село Бердское — административный центр Бердской волости Новониколаевского уезда — сохраняло свою роль крупного центра переработки зерна, которое привозили из бассейна верхней Оби, охватывающего территорию нынешней Новосибирской области и Алтайского края; особенно эта роль возросла после прокладки Транссибирской магистрали. Жители села, кроме земледелия, занимались скотоводством, ремёслами, извозом и торговлей. В начале XX века село стремительно развивается. В 1907 году в Бердском проживало около 1500 человек, в 1909 году в селе насчитывалось 618 домов, к 1914 году в селе было уже более 800 домов, в которых проживало около 6000 человек. В 1907 году в селе действовали почтово-телеграфная станция, церковь, училище, кумысо-лечебное заведение. В селе располагались 20 торговых заведений с ежегодным оборотом 450 тысяч рублей. В селе располагалась торговая пристань, оборот которой был сопоставим с оборотом Новониколаевской пристани. Ежегодно в селе проходили две ярмарки. Ивановская ярмарка, на которой были представлены товары мануфактуры, проходила с 24 июня по 1 июля. Её оборот составлял 8—10 тысяч рублей. Михайловская ярмарка, на которой в основном продавались продукты сельского хозяйства, начиналась 8 ноября и проходила 2—3 недели. Каждую неделю по пятницам и субботам в селе организовывались базары, которые собирали жителей окрестных деревень и Новониколаевска.
Одним из ведущих предприятий Томской губернии считалась расположенная рядом с селом Бердским на Берди мельница купца В. А. Горохова, способная перерабатывать 90 тонн зерна в день, имевшая оборудование, ничем не уступавшее европейским мельницам, выдавая муку нескольких сортов. Оборот мельницы достигал 400 тысяч рублей в год. Мука фасовалась в специальные маркированные мешки, продавалась в других городах Сибири, вывозилась в европейскую Россию и экспортировалась за границу. Также организовывались экспедиции по Северному морскому пути, где баржи Горохова встречались с судами английских купцов и передавали им большие партии муки. Продукция мельницы в 1909 году выиграла малую золотую медаль на Всемирной выставке в Париже. Гороховское предприятие было не только технологически и экономически развитым, но и выполняло социальные функции: владелец не только платил высокие зарплаты и давал подарки работникам к праздникам, но и содержал на территории предприятия библиотеку, дом культуры и техническую школу, где готовились специалисты для работы на мельнице и буксирных пароходах.
В 1909 году (по другим данным — в 1913—1914 годах) по инициативе сына купца Горохова под руководством немецких инженеров построена электрическая канатная дорога длиной в 4 версты, соединившая склады с пристанью. Для её постройки в сосновом бору была прорублена просека шириной 200 метров.
В 1915 году была открыта Алтайская железная дорога, которая прошла рядом с селом и связала его быстрым сообщением с Ново-Николаевском и Барнаулом. При строительстве дороги в 9 километрах от села была открыта станция Бердск, возведение железнодорожного вокзала началось в 1912 году.
Всеобщая мобилизация в Первой мировой войне, гражданская война сильно ударили по промышленности Бердска и его благосостоянию.

### Село Бердское в годы Гражданской войны
В декабре 1917 года власть в уезде сосредотачивается в руках Новониколаевского совета. В январе 1918 года в Бердской волости большевиками был создан Совдеп, председателем которого стал рабочий Никифор Зверев. Спустя несколько дней большевики, несмотря на недоедание в семьях бердчан, собрали и отправили в европейскую часть России около 70 тонн хлеба. Совдеп провёл национализацию бердских предприятий, установил рабочий контроль на мельнице купца Горохова. Что привело к резкому обнищанию людей. Среди населения началось распространяться недовольство новыми странными порядками. Потому с началом боёв Чехословацкого корпуса и Сибирской армии против большевиков советская власть в Бердском была быстро ликвидирована самими жителям. Однако Зверев смог бежать в тайгу, где создал из скрывавшихся там большевиков и красногвардейцев банду, которая действовала в окрестностях Бердска.
В самом селе действовала подпольная группа большевиков, руководителями которой были бывший шорник В. И. Деньгин и бывший студент Петербургского университета Антон Лесюк, сумевший получить должность секретаря волостной управы. Активные действия банды, занимавшейся грабежом, разбоем и нападением на мелкие воинские части, привели к тому, что в июле 1919 года в Бердске высадилась крупная воинская часть, для транспортировки которой потребовалось три парохода. Возле деревни Сосновка состоялся бой, в котором бандиты потерпели поражение. Вскоре были арестованы и расстреляны Деньгин и Лесюк, взятый в плен Зверев сумел бежать и, будучи раненым, снова собрать и возглавить банду, в этот раз состоявшую в основном из дезертиров.
Однако Восточный фронт Колчака к тому времени уже начинал разваливаться и большевистские армии устремились на Восток. Власть белых в Бердском закончилась со взятием большевиками Новониколаевска.

### Бердск в 1920—1941 годах

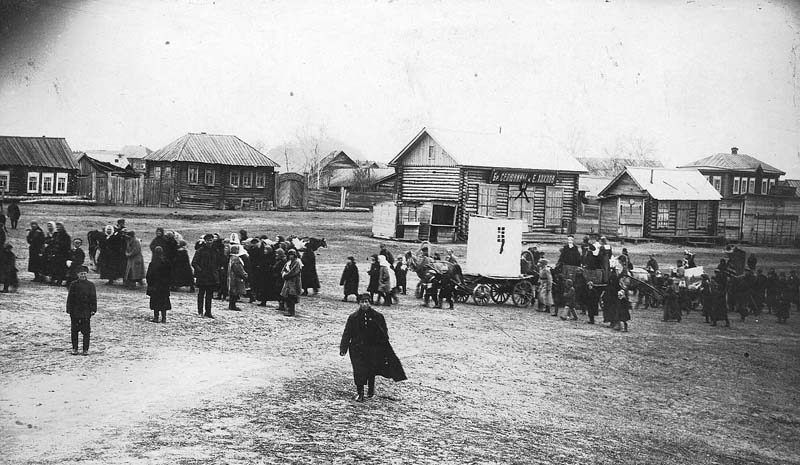
Бердск в 1920-е годы

В 1920-е годы село Бердское становится районным центром. По данным на 1 декабря 1925 года, в селе насчитывалось 1039 хозяйств и 4544 жителя. К тому времени в Бердске работали пимокатная артель «Пролетарий», выпускавшая валенки и войлок, кирпичный завод, пристань, агропункт, контора лесничества, почтово-телеграфное отделение, кредитное товарищество, 3 лавки потребительского общества, книжная лавка, магазин огнеприпасов для охотничьего оружия, народная библиотека, изба-читальня, клуб, народный дом, детская коммуна, сельсовет. Население занималось гончарным, пимокатным, кузнечным и другими ремёслами. В селе функционировали школы 1-й и 2-й ступени, профтехшкола, комсомольские пункты ликбеза, больница и амбулатория. Мельница купца Горохова при советской власти стала госмельницей № 200 имени Фрунзе, новый импульс к своему развитию она получила во времена НЭПа. Новая экономическая политика оказала благоприятное влияние на развитие города, в 1926 году число хозяйств возросло уже до 1199.
В 1929 году село Бердское получает статус городского посёлка, в 1930 году его население составляло уже 5751 человек.
Коллективизация 1930-х годов в Бердске протекала очень тяжело, началось раскулачивание зажиточных трудолюбивых крестьян, остальных в массовом порядке сгоняли в колхозы. В защиту крестьян выступил бывший партизан Никифор Зверев, писавший письма лично Сталину. Но в 1930 году Зверев умирает от сыпного тифа.
В 1933 году был упразднён Бердский район, а дачный посёлок Бердск был подчинён Новосибирскому горсовету. В 1930-е годы Бердск стал любимым центром лечения и отдыха советской и партийной верхушки Новосибирска, в сосновом бору на берегу Берди для неё стали строиться санатории и дома отдыха. В местный туберкулёзный санаторий стали приезжать больные со всей территории СССР. В 1930-е годы в посёлке строятся элеватор, нефтебаза, аэродром, жилой квартал для лётного состава и персонала аэродрома «Красный сокол».
1 июля 1934 года ВЦИК постановил преобразовать дачный посёлок Бердск в рабочий посёлок «Бердск»; он по-прежнему имел статус сельской территории, подчинённой Новосибирскому горсовету.
Жители Бердска участвовали в событиях на КВЖД в 1929 году, в битве у Халхин-Гола, в советско-финской войне.

### Бердск во время Великой Отечественной войны
В июне 1941 года в Бердске проживало более 6000 человек. В начале Великой Отечественной войны на западных границах служило около 60 жителей Бердска. В 1941 и в первой половине 1942 года на фронт ушла значительная часть населения Бердска, которые приняли участие в тяжёлых битвах за Москву, Ленинград, Сталинград. Промышленность в Бердске была переведена на военные рельсы. Жители Бердска передавали свои сбережения на военные нужды. Благодаря тяжёлому самоотверженному труду рабочим удалось повысить выпуск продукции в 3,6 раза, производительность труда — в 4 раза. Позднее более 3800 жителей города получили медали «За доблестный труд в Великой Отечественной войне 1941—1945 гг.»
9 февраля 1944 года рабочий посёлок Бердск получил статус города областного подчинения. В городскую черту вошли посёлок Красный Сокол, железнодорожная станция Бердск, территории мельницы, дома отдыха и Бердской лесной дачи.

### Перенос на новое место
После окончания Великой Отечественной войны город продолжал развиваться. Появились новые отрасли промышленности: в 1946 году на базе эвакуированных из Харькова предприятий был открыт Бердский радиозавод, начавший выпуск радиоприёмников и радиол.
Однако из-за строительства Новосибирского водохранилища основная территория города оказалась в зоне затопления. В результате город был выстроен заново вокруг существовавшего района у железнодорожной станции в 8 км от старого местоположения. Перенос города был начат в 1953 году и закончен к 1957 году. При переселении города жителям было передано 17 миллионов рублей. На новую территорию перенесли более 11000 различных построек: 10 предприятий, 4 школы, 8 медицинских учреждений, 30 магазинов, 2264 частных дома, государственные и общественные учреждения. Также была перенесена братская могила борцов за Советскую власть.

### Современная история города
Из-за переноса города в Бердске не осталось самых старых зданий, существовавших в городе и построенных возле станции в 1915 году. Просторные улицы города, которых к январю 1958 года насчитывалось 106, составляют ровные прямоугольники. Общая площадь квартир в 1958 году по сравнению с 1953 годом выросла более чем в 2 раза.
В период 1967—1975 годов в городе спроектирована и построена инфраструктура, заложившая возможности создания современного городского уклада жизни (очистные сооружения, водозабор и водоснабжение, теплосети, электросети).
Повсеместно в Бердске появился водопровод, почти весь город был электрифицирован и радиофицирован. При строительстве был заложен городской сад площадью в 13 гектаров. В Бердске были построен хлебозавод, новое здание швейной фабрики. К 1962 году выпуск промышленной продукции был увеличен почти в два раза.
В 1967—69 годах в городе создаются строительные организации, быстрыми темпами строится жильё. Показатель ввода жилого фонда в 1970—73 годы составлял 460 м² в год на 1000 жителей, что более чем в два раза превышало средний показатель по Новосибирской области.
Градообразующими предприятиями стали: радиозавод (с 1985 года — ПО «Вега»); электромеханический завод (ОАО «БЭМЗ», предприятие ракетно-космической отрасли, созданное в 1959 году) и химический завод (с 1957 года, предприятие химической и микробиологической промышленности). К концу 1960-х годов в Бердске были построены бетонные дороги, открыты автобусные пассажирские маршруты. Весной 1974 года открыт асфальтобетонный завод. К началу 1974 года властями города была завершена подготовка комплексного плана мероприятий по благоустройству, озеленению, улучшению санитарного состояния и коммунального обслуживания. Благодаря им Бердск стал одним из наиболее озеленённых городов СССР. 9 мая 1980 года был открыт Парк Победы, в котором собраны десятки видов кустарников Сибири и Дальнего Востока.